# Alves
Alves, nombre de nacimiento: Rafael Alves de Oliveira, Brasília, Brasil, es un rapero y compositor brasileño, conocido por sus habilidades en Freestyle Rap y Hip-Hop. Alves fue campeón del Duelo de MCs Nacional 2020 de Brasil.

## Biografía
En 2012, el artista comenzó a realizar freestyle, participando en varias batallas y eventos en la Batalha do Museu y Batalha do Neurônio en Brasilia. En 2013, Gerson Macedo, también conocido como Zen MC, lo invitó a formar parte del grupo de Underground Hip-Hop ZKAR. En ese momento, ZKAR estaba formado por MCs Zen, Kamorra, Alves y Rafak, y tenía la producción musical e instrumental de Emtee Beats. En 2014, Alves grabó su primera canción, titulada "Reflexo Oculto", junto con Zen MC y Emtee en Intercala Records, un sello con sede en Brasilia. En el mismo año, también creó la canción "Foco" con Rafak y Zen, también con la producción musical de Emtee. Las canciones "Reflexo Oculto" y "Foco" tuvieron una repercusión favorable en la escena Hip hop de Brasilia y en la escena Rap nacional, trayendo pronto un reconocimiento inicial a Alves y al grupo ZKAR. En 2015, Alves se clasificó para el Duelo de MCs Nacional en Belo Horizonte, rimando satisfactoriamente en las batallas, logró llegar a la final del campeonato, pero terminó perdiendo ante el rapero carioca Orochi.
Sin embargo, Alves persistió y siguió enfocándose en las batallas de rap Freestyle, y en 2017 se clasificó por segunda vez en el Duelo de MCs Nacional. Sin embargo, esta vez terminó sufriendo una derrota en la primera fase del torneo y perdió ante Cesar MC, quien se convirtió en el campeón de la edición. En 2017, también lanzó la canción "Alvo", producida por Emtee Beats y lanzada por el sello Aldeia Records de Batalha da Aldeia, y el sencillo tuvo un impacto notable.
En 2020, debido a la pandemia de COVID-19, la edición del Duelo de MCs Nacional se pospuso para 2021. De esta manera, Alves volvió a clasificarse con éxito para el Duelo de MCs Nacional, que sería su tercera participación en el evento. En el Duelo de MCs Nacional 2020, Alves logró proclamarse campeón, venciendo a Vinicius ZN en la batalla final del torneo. Alves ganó un premio de 20.000 reales y un contrato con Som Livre para grabar y lanzar su disco solo. En 2022, Alves lanzó su disco solo titulado "Entre Chronos e Kairós", disco que narra su trayectoria en el mundo del Hip-Hop, su fe religiosa y diversas cuestiones sociales. El disco también cuenta con la participación de los artistas Cesar MC, Marcos Almeida, Dudu, Noventa, Hemi, VK, además de la producción musical de los beatmakers DJ Caíque, Emtee Beats, Lerym, Nobre, entre otros.

## Discografía

### Álbumes
- Entre Chronos e Kairós (2022) lanzamiento pela Som Livre

### EPs
- Pergaminho EP con ZKAR (2015) producida por Emtee Beats en la Intercala Records

### Singles
- Alvo (2017) producida por Emtee Beats
- Dias Maus (2020) producida por Emtee Beats

### Vídeo Clipes
- SouFree feat Fabio Brazza (2018) instrumental producido por DJ Caíque
- Ressureição (2022) instrumental producido por Leyrm
- Falsa Vitrine feat Cesar MC (2022) instrumental producido por Nobre
- Sangue feat Dudu (2022) instrumental producido por Emtee Beats

## Premios
- Subcampeón de Duelo de MCs Nacional 2015
- Campeón de Duelo de MCs Nacional 2020[8]